# 铁东街道 (瓦房店市)
铁东街道，是中华人民共和国辽宁省大連市瓦房店市下辖的一个乡镇级行政单位。

## 行政区划
铁东街道下辖以下地区：
站前社区、岭上社区、向东社区、东山社区和文圣社区。